# Спартак (футбольний клуб, Ленінград)
Футбольний клуб «Спартак» Ленінград (рос. Футбольный клуб «Спартак» Ленинград) — колишній радянський футбольний клуб з Ленінграда, що існував у 1935—1965 роках.

## Історія
Заснований у 1935 році. У 1950 році наказом Всесоюзного комітету у справах фізичної культури і спорту команда майстрів була розформована, а колектив спортивного товариства «Спартак» продовжив виступати на аматорському рівні в першості Ленінграда. У 1959 році команда майстрів була відроджена і взяла участь у першості СРСР, де замінила колектив Ленінградського технологічного інституту. Після закінчення сезону 1966 року команда була остаточно розформована, а замість неї була організована молодіжна команда «Більшовик».
У 1937—1938 роках клуб виступав у Класі А Чемпіонату СРСР.